# Lagochilus balchanicus
Lagochilus balchanicus là một loài thực vật có hoa trong họ Hoa môi. Loài này được Czerniak. mô tả khoa học đầu tiên năm 1930.